# Колодеженська сільська рада
Колоде́женська сільська́ ра́да — адміністративно-територіальна одиниця та орган місцевого самоврядування в Горохівському районі Волинської області. Адміністративний центр — село Колодеже.

## Загальні відомості
- Територія ради: 32,32 км²
- Населення ради: 775 осіб (станом на 2001 рік). Кількість дворів — 293.

## Населені пункти
Сільраді підпорядковані населені пункти:
- с. Колодеже
- с. Наталин

## Населення
Згідно з переписом УРСР 1989 року чисельність наявного населення сільської ради становила 1513 осіб, з яких 705 чоловіків та 808 жінок.
За переписом населення України 2001 року в сільській раді мешкало 765 осіб.

### Мова
Розподіл населення за рідною мовою за даними перепису 2001 року:
| Мова       | Відсоток |
| ---------- | -------- |
| українська | 99,35 %  |
| вірменська | 0,26 %   |
| російська  | 0,26 %   |
| білоруська | 0,13 %   |

## Господарська діяльність
В Колодеженській сільській раді працює 1 школа: 1 середня, будинок культури, бібліотека, сільський клуб, 2 медичні заклади, 1 відділення зв'язку, 2 АТС на 25 номерів, 8 торговельних заклади, Свято Миколаївська церква.
По території сільської ради проходить О030208.

## Склад ради
Рада складається з 12 депутатів та голови.
- Голова ради: Марчук Тетяна Володимирівна

### Керівний склад попередніх скликань
| Прізвище, ім'я, по батькові | Основні відомості                                                                                  | Дата обрання | Дата звільнення |
| --------------------------- | -------------------------------------------------------------------------------------------------- | ------------ | --------------- |
| Марчук Тетяна Володимирівна | Сільський голова, 1971 року народження, освіта вища, член Всеукраїнського об'єднання «Батьківщина» | 26.03.2006   | 31.10.2010      |
| Марчук Тетяна Володимирівна | Сільський голова, 1971 року народження, освіта вища, позапартійна                                  | 31.10.2010   | 25.10.2015      |

Примітка: таблиця складена за даними сайту Верховної Ради України

### Депутати VII скликання
За результатами місцевих виборів 2015 року депутатами ради стали:

#### За суб'єктами висування
| Суб'єкт висування      | Кількість обраних депутатів | %     |
| ---------------------- | --------------------------- | ----- |
| Самовисування          | 10                          | 83.33 |
| Аграрна партія України | 2                           | 16.67 |

#### За округами
| № округу | Прізвище, ім'я, по батькові      | Ким висунуто           | Дата нар.  | Освіта              | Партійна приналежність | Відомості                                |
| -------- | -------------------------------- | ---------------------- | ---------- | ------------------- | ---------------------- | ---------------------------------------- |
| 1        | Гогой Валентина Володимирівна    | Самовисування          | 08.11.1970 | вища                | безпартійна            | Колодеженська ЗОШ І-ІІІ Ступеня, вчитель |
| 2        | Смірнова Галина Петрівна         | Самовисування          | 16.07.1982 | професійно-технічна | безпартійна            | Тимчасово не працює                      |
| 3        | Ольшанська Валентина Анатоліївна | Самовисування          | 28.08.1976 | загальна середня    | безпартійна            | Тимчасово не працює                      |
| 4        | Лисак Микола Володимирович       | Самовисування          | 19.09.1950 | професійно-технічна | безпартійний           | пенсіонер                                |
| 5        | Кукелка Галина Андріївна         | Аграрна партія України | 16.03.1976 | професійно-технічна | безпартійна            | Колодеженська сільська рада, бухгалтер   |
| 6        | Ярош Надія Петрівна              | Самовисування          | 28.08.1975 | загальна середня    | безпартійна            | Магазин «Сільмаг» с. Колодеже, продавець |
| 7        | Герасимюк Наталія Леонтіївна     | Аграрна партія України | 19.08.1967 | професійно-технічна | безпартійна            | Колодеженська сільська рада, секретар    |
| 8        | Шульга Петро Миколайович         | Самовисування          | 14.06.1964 | професійно-технічна | безпартійний           | Приватний підприємець                    |
| 9        | Марчук Алла Володимирівна        | Самовисування          | 15.02.1976 | вища                | безпартійна            | Колодеженська ЗОШ І-ІІІ ступеня, вчитель |
| 10       | Дубчук Марія Степанівна          | Самовисування          | 23.07.1993 | вища                | безпартійна            | Колодеженська ЗОШ І-ІІІ ступеня, вчитель |
| 11       | Галяс Віталій Володимирович      | Самовисування          | 09.05.1975 | професійно-технічна | безпартійний           | Приватний підприємець                    |
| 12       | Білик Людмила Михайлівна         | Самовисування          | 01.12.1957 | професійно-технічна | безпартійна            | пенсіонерка                              |